# Calling You
Calling You – drugi album studyjny hiszpańskiej piosenkarki Princessy, wydany w 1996 roku.

## Lista utworów
Źródło: Discogs
| Nr  | Tytuł                                    | Długość |
| --- | ---------------------------------------- | ------- |
| 1.  | „Calling You (A Message from Love City)” | 6:01    |
| 2.  | „Anyone But You”                         | 3:41    |
| 3.  | „Try To Say I'm Sorry”                   | 3:57    |
| 4.  | „Like a Nun”                             | 4:16    |
| 5.  | „Summer of Love”                         | 4:17    |
| 6.  | „Seven Days a Week”                      | 4:14    |
| 7.  | „Baila al bitmo”                         | 3:24    |
| 8.  | „I Do What You Want Meto Do”             | 4:02    |
| 9.  | „The Night”                              | 4:25    |
| 10. | „He's on the Phone”                      | 3:59    |
| 11. | „Do You Wanna Be Loved”                  | 4:21    |
| 12. | „Again & Again”                          | 4:14    |
| 13. | „Rompete”                                | 4:33    |
| 14. | „Vivo”                                   | 3:48    |
| 15. | „Me duelen tus mentiras”                 | 3:34    |
| 16. | „Desnudare”                              | 4:14    |
| 17. | „Duerme junto a mi”                      | 4:14    |
| 18. | „Calor ae amor”                          | 4:13    |

## Notowania na listach sprzedaży
| Kraj      | Lista (1997)  | Najwyższa pozycja |
| --------- | ------------- | ----------------- |
| Finlandia | Top 40 Albums | 1                 |